# 主关注点
主关注点（Core concern），在電腦科學中指一个软件或程式最主要的关注点，亦即主要製作程式的主要目的，而其他相關的關注點稱作橫切關注點（cross-cutting concerns）。

## 例子
在開發醫療記錄的应用程序時，記錄的簿記以及索引是主关注点，而有關使用者資料庫、記錄資料庫、認證系統變更歷史的記錄，會和程式中的許多模組有關，即為横切关注点。
所有主关注点的總和即為程式的业务逻辑，程式其他的切面也需要處理，不過不會列在业务逻辑內。

## 參看
- 面向切面的軟體開發（英语：Aspect-oriented software development）
- 面向切面的程序设计
- 关注点分离
- 关注点
- 核心竞争力